# Кріс Льюїс (тенісист)
Кріс Льюїс (англ. Chris Lewis; нар. 9 березня 1957) — колишній новозеландський тенісист.
Найвищу одиночну позицію світового рейтингу — 19 місце досяг 16 квітня 1984, парну — 46 місце — 14 січня 1985 року.
Здобув 3 одиночні та 8 парних титулів.
Найвищим досягненням на турнірах Великого шолома був фінал в одиночному розряді.
Завершив кар'єру 1986 року.

## Фінали турнірів Великого шолома
| Результат | Рік  | Турнір | Покриття | Суперник      | Рахунок       |
| --------- | ---- | ------ | -------- | ------------- | ------------- |
| Поразка   | 1983 | 1983   | Трава    | Джон Макінрой | 2–6, 2–6, 2–6 |

## Фінали Серії Мастерс ATP
| Результат | Рік  | Турнір             | Покриття | Суперник      | Рахунок  |
| --------- | ---- | ------------------ | -------- | ------------- | -------- |
| Поразка   | 1981 | Мастерс Цинциннаті | Тверде   | Джон Макінрой | 3–6, 4–6 |

## Фінали за кар'єру

### Одиночний розряд: 10 (3–7)
| Перемога – Легенда (до/після 2009)                              |
| Турніри Великого шолома (0–1)                                   |
| Серія Мастерс ATP / Серія Мастерс 1000 Світового Туру ATP (0–1) |
| Серія ATP Інтернешнл Ґолд / Серія 500 Світового туру ATP (0–1)  |
| Серія ATP Інтернешнл / Серія 250 Світового туру ATP (3–4)       |

| Фінали за покриттям |
| Тверде (1–2)        |
| Ґрунт (2–1)         |
| Трава (0–4)         |
| Килим (0–0)         |

| Результат | W/L | Дата     | Турнір                            | Покриття   | Суперник             | Рахунок                 |
| --------- | --- | -------- | --------------------------------- | ---------- | -------------------- | ----------------------- |
| Поразка   | 0–1 | Гру 1977 | Аделаїда, Австралія               | Трава      | Тім Галліксон        | 6–3, 4–6, 6–3, 2–6, 4–6 |
| Перемога  | 1–1 | Лип 1978 | Кіцбюель, Австрія                 | Ґрунт      | Владімір Зеднік      | 6–1, 6–4, 6–0           |
| Поразка   | 1–2 | Бер 1981 | Штутгарт, Західна Німеччина       | Тверде (i) | Іван Лендл           | 3–6, 0–6, 7–6, 3–6      |
| Перемога  | 2–2 | Тра 1981 | Мюнхен, Західна Німеччина         | Ґрунт      | Крістоф Роже-Васслен | 4–6, 6–2, 2–6, 6–1, 6–1 |
| Поразка   | 2–3 | Сер 1981 | Мастерс Цинциннаті, США           | Тверде     | Джон Макінрой        | 3–6, 4–6                |
| Поразка   | 2–4 | Жов 1981 | Брисбен, Австралія                | Трава      | Марк Едмондсон       | 6–7, 6–3, 4–6           |
| Поразка   | 2–5 | Гру 1981 | Сідней, Австралія                 | Трава      | Тім Вілкінсон        | 4–6, 6–7, 3–6           |
| Поразка   | 2–6 | Кві 1982 | Гілтон-Гед, США                   | Ґрунт      | Вен Вінітскі         | 4–6, 4–6                |
| Поразка   | 2–7 | Чер 1983 | Вімблдонський турнір 1983, Лондон | Трава      | Джон Макінрой        | 2–6, 2–6, 2–6           |
| Перемога  | 3–7 | Січ 1985 | Окленд, Нова Зеландія             | Тверде     | Веллі Месур          | 7–5, 6–0, 2–6, 6–4      |

### Парний розряд: 16 (8–8)
| Результат | В-П | Дата     | Турнір                      | Покриття | Партнер          | Суперники                       | Рахунок            |
| --------- | --- | -------- | --------------------------- | -------- | ---------------- | ------------------------------- | ------------------ |
| Перемога  | 1–0 | Січ 1977 | Окленд, Нова Зеландія       | Трава    | Расселл Сімпсон  | Пітер Ланґсфорд Джонатан Сміт   | 7–6, 6–4           |
| Поразка   | 1–1 | Кві 1977 | Ніцца, Франція              | Ґрунт    | Кріс Кехел       | Йон Ціріак Гільєрмо Вілас       | 4–6, 1–6           |
| Перемога  | 2–1 | Кві 1977 | Флоренція, Італія           | Ґрунт    | Расселл Сімпсон  | Іван Моліна Хайро Веласко стар. | 2–6, 7–6, 6–2      |
| Перемога  | 3–1 | Лип 1978 | Кіцбюель, Австрія           | Ґрунт    | Майк Фішбах      | Павел Гутька Павел Сложил       | 6–7, 6–4, 6–3      |
| Поразка   | 3–2 | Сер 1978 | Індіанаполіс, США           | Ґрунт    | Джефф Боров'як   | Джін Меєр Генк Пфістер          | 3–6, 1–6           |
| Перемога  | 4–2 | Лис 1978 | Буенос-Айрес, Аргентина     | Ґрунт    | Вен Вінітскі     | Хосе Луїс Клерк Белус Прахокс   | 6–4, 3–6, 6–0      |
| Поразка   | 4–3 | Тра 1980 | Сан-Паулу, Бразилія         | Килим    | Девід Картер     | Ананд Амрітрадж Фріц Бунінг     | 6–7, 2–6           |
| Поразка   | 4–4 | Тра 1980 | Мюнхен, Західна Німеччина   | Ґрунт    | Девід Картер     | Гайнц Ґюнтгардт Боб Г'юїтт      | 6–7, 1–6           |
| Поразка   | 4–5 | Лип 1980 | Штутгарт, Західна Німеччина | Ґрунт    | Джон Юїлл        | Колін Даудесвелл Фрю Макміллан  | 3–6, 4–6           |
| Поразка   | 4–6 | Лип 1980 | Кіцбюель, Австрія           | Ґрунт    | Карлус Кірмайр   | Клаус Ебергард Ульріх Мартен    | 4–6, 6–3, 4–6      |
| Поразка   | 4–7 | Кві 1981 | Ніцца, Франція              | Ґрунт    | Павел Сложил     | Яннік Ноа Паскаль Порт          | 6–4, 3–6, 4–6      |
| Перемога  | 5–7 | Жов 1981 | Брисбен, Австралія          | Трава    | Род Фролі        | Марк Едмондсон Майк Естеп       | 7–5, 4–6, 7–6(7–4) |
| Перемога  | 6–7 | Січ 1983 | Окленд, Нова Зеландія       | Тверде   | Расселл Сімпсон  | Девід Ґрем Лорі Вордер          | 7–6, 6–3           |
| Перемога  | 7–7 | Тра 1983 | Мюнхен, Західна Німеччина   | Ґрунт    | Павел Сложил     | Андерс Яррід Томаш Шмід         | 6–4, 6–2           |
| Поразка   | 7–8 | Кві 1984 | Екс-ан-Прованс, Франція     | Ґрунт    | Веллі Месур      | Пет Кеш Пол Макнамі             | 4–6, 6–3, 6–4      |
| Перемога  | 8–8 | Січ 1985 | Окленд, Нова Зеландія       | Тверде   | Джон Фіцджеральд | Бродерік Дайк Веллі Месур       | 7–6, 6–2           |

## Виступи в одиночних турнірах Великого шолома
| W | Ф | ПФ | ЧФ | #Р | КТ | К# | DNQ | A | NH |

| Турнір                                 | 1975  | 1976  | 1977  | 1977  | 1978  | 1979  | 1980  | 1981  | 1982  | 1983  | 1984  | 1985  | SR     |
| -------------------------------------- | ----- | ----- | ----- | ----- | ----- | ----- | ----- | ----- | ----- | ----- | ----- | ----- | ------ |
| Відкритий чемпіонат Австралії з тенісу |       | 2р    | 1р    | 3р    |       | 1р    | 1р    | 3р    | 3р    | 3р    | 2р    | 2р    | 0 / 10 |
| Відкритий чемпіонат Франції з тенісу   | К2р   |       | 3р    | 3р    | 2р    | 2р    | 2р    | 2р    | 2р    | 1р    | 1р    | 2р    | 0 / 9  |
| Вімблдонський турнір                   | К3р   | 2р    | 1р    | 1р    | 1р    |       | 2р    | 2р    | 3р    | Ф     | 2р    | 2р    | 0 / 9  |
| Відкритий чемпіонат США з тенісу       |       |       |       |       | 1р    | 1р    |       | 2р    | 3р    | 2р    | 1р    |       | 0 / 6  |
| Strike rate                            | 0 / 0 | 0 / 2 | 0 / 4 | 0 / 4 | 0 / 3 | 0 / 3 | 0 / 3 | 0 / 4 | 0 / 4 | 0 / 4 | 0 / 4 | 0 / 3 | 0 / 34 |

Нотатка: 1977 року Відкритий чемпіонат Австралії відбувся двічі: в січні та грудні.